# 芳村真理
芳村 真理（よしむら まり、1935年4月3日 - ）は、日本の女優、モデル、タレント、司会者。
フリー個人事務所を経て元所属事務所のHIRAKU（東京都港区元赤坂）、生島企画室（現在のFIRST AGENT）である。

## 略歴
- 東京府東京市日本橋区（現：東京都中央区）日本橋の生まれ。生家は農家で、芸名の「芳村」は旧姓の「吉村」の「吉」を出身地である日本橋・芳町の「芳」に替えたものである。第二次世界大戦中は宮城県に疎開する[要出典]。
- 東京都立西高等学校出身[注釈 1]。その後、銀座の山野美容会館（山野愛子）内に在ったモデルクラブFMG（ファッション・モデル・グループの略、1952年に発足した日本初のモデルクラブであるTFMC（東京ファッションモデルクラブ）の分裂騒動により発足、現存する最古参のモデルクラブ）へ所属。1950年代後半（昭和30年代前半）において、人気ファッションモデルとして、各デザイナーのショーや「週刊朝日」をはじめとする雑誌等の表紙グラビア（カバーガール）を飾るなどの活躍を見せる。このモデル時代に「ザ・ヒットパレード」（フジテレビ）で、初めての司会を担当している。モデルでの活躍は団令子らと共に「ファニー・フェイス」の代表格として「美人」の固定観念を打破する一助となった。

1960年

- 1960年（昭和35年）、大島渚監督の誘いを受けて松竹「霧ある情事」で映画女優として本格的に芸能活動を開始。以後、「黄色いさくらんぼ」、「喜劇駅前シリーズ」の脇役等、約80本の映画に出演。また、「日産スター劇場」（日本テレビ）など、テレビドラマにも活躍の場を広げた。他方、当時隆盛を極めた学生運動等にも賛同しており、リベラルな思想の持ち主としても知られていた。
- 1966年（昭和41年）12月、フジテレビ系「小川宏ショー」の2代目ホステスとなり、以後、女優業を休業し司会者へと転身。当初、番組制作サイドは「夜のイメージ」があるという理由で起用に難色を示したが、後述のように、それまでの女性司会者にはない個性の強さがかえって20代・30代の主婦層が共感を覚え、徐々に支持を得るようになった。
- 1968年（昭和43年）3月、日本コカ・コーラ等、海外企業の日本での現地法人設立に数多く参画していた実業家の大伴昭（後に日本ポラロイド、キヤノン取締役、カルティエ・ジャパン社長を歴任。2018年没、享年89）と再婚。「小川宏ショー」を降板するが、同年11月、フジテレビ系「夜のヒットスタジオ」スタートと同時に当時の人気司会者・前田武彦（マエタケ）と共に司会に抜擢される。当初はマエタケのアシスタント的色彩が強かったが、マエタケ降板の後からは彼女がこの番組の屋台骨となり、男性司会者は三波伸介、井上順、古舘伊知郎と交替する中、芳村は1988年（昭和63年）2月の第1000回で降板するまで司会を担当。男性がメイン、女性がアシスタントというMCスタイルが多かった中で、台本を片手に持ちながら「自然体」の話術で進行をするという独特な司会スタイルが受け、「女性でメインをはれる司会者」の草分けとしてその名をテレビ史に残した。また、そのヘアスタイルやファッションはこの番組の名物となった。出演歌手、特に新人歌手の場合、極度の緊張で臨むことが多かったといわれる「ヒットスタジオ」の中で、その緊張感をほぐす精神的支柱としての役割をも担うことが多かったり、女優・男優を出演させる際には彼女の人脈が重要であった等、「ヒットスタジオ」における存在感は絶対的なものがあった。
- その後も、「3時のあなた」（フジテレビ）、「ラブラブショー」（フジテレビ）、「料理天国」（TBS）など斬新な企画を目玉とする番組の司会を担当。また、「FNS歌謡祭'77〜'86グランプリ」（フジテレビ）、「新春かくし芸大会」（フジテレビ）といった大型番組の司会も長年にわたり務め、黒柳徹子、うつみ宮土理らと共に1980年代までは大物女性司会者の一人としてブラウン管でもお馴染みの顔であった。芳村の、男性司会を立てつつ進行をしていくというスタイルは「くだけた感じの品位」という絶妙の雰囲気を番組にもたらし、各番組の長寿化を後押しする一助となった（特に「かくし芸」での高橋圭三とのコンビ、「FNS歌謡祭'78〜'86グランプリ」での露木茂との、「料理天国」での西川きよしとの、「夜ヒット」での井上順との、それぞれのコンビはそれぞれ約10年近くに渡る長期司会となった）。
- 1988年2月に「この辺りで人生の一区切りを付けたい」という意思を表明して、約20年間にわたってレギュラー司会者を務めた「夜のヒットスタジオ」を降板した。1990年頃までは「知ってるつもり?!」、「クイズ世界はSHOW by ショーバイ!!」（いずれも日本テレビ）などにもゲスト出演していたが、1992年、これも長く司会を務めたTBS「料理天国」終了と同時に、司会業等の主だった芸能活動は、事実上セミ・リタイアとなり、その後メディアへは単発的なゲスト出演がメインとなる。
- 1996年には森林の育成などをテーマとする「MORI MORIネットワーク」を立ちあげ副代表に就任、他にも（株）ミキモト取締役（現在は同社顧問）や自身の経営するコスメティック・カウンセリング会社の取締役（ズムズム株式会社など）、林野庁林政審議会委員（2001年 - 2006年）や（財）福澤記念森林会理事など政府系機関や財団・NPO法人の委員・理事を務めるなど経営・文化活動が中心的な活動となっている。特に「MORI MORIネットワーク」、林政委員会委員としての活動は活発的であり、熱帯林問題が深刻となっているタスマニアなど環境問題を抱えている外国への視察訪問や各地での植林啓発活動にも深く関わっている。
- 「料理天国」終了後は「午後は○○おもいッきりテレビ」に不定期にコメンテーターとして出演していた。2000年代後半以降は、年に数回登場する程に減少、テレビ界での活動を極力控えて、1年の大半をプライベートや植林・環境保護の仕事の関係で海外や地方で過ごす毎日を過ごしている。モデル時代に数多く表紙を飾った「婦人画報」で「真理の真理（まりのしんり）」というタイトルの連載を執筆し、ファッションについての様々な一家言を述べている。
- 2014年の定期健診で動脈瘤があることが判明。早期の発見だったため大事には至っていないが、この出来事で「残りの人生を大切にしたい」との思いが芽生えたという。2015年頃からはテレビ番組のゲストとして、往年のレギュラー番組にまつわる秘話を披露することや、かつて番組で共演していた歌手・司会者と再会することが相次いでいる。2017年2月13日には、TBS系列でおよそ4時間にわたって放送された『歌のゴールデンヒット〜オリコン1位の50年間〜』（堺正章司会の特別番組、第1弾）へスペシャルゲストとして出演。『夜のゴールデンショー』以来47年振りに、堺とのコンビで一部のコーナーの司会進行を担当した[2]。
- 2018年1月3日生放送のBS朝日「人生、歌がある」の「生放送！新春5時間スペシャル」に特別出演し、サブ司会という立場で田原俊彦と共に久々の生放送司会を担当した[3]。生放送中に数回の衣裳チェンジもお披露目した。この番組の演出・プロデューサーは夜ヒット時代の疋田拓である。

## エピソード

### 家庭関連・モデル時代
- 1男3女兄妹の長女。女優の吉村実子は実の妹（三女。なお、真理、実子の間にいた次女は30代で夭逝している）、彼女と結婚していた俳優の石立鉄男は義弟に当たる。前夫のミッキー・カーチスとの間に息子が1人おり（元歌手の大伴修）、修の娘（芳村の孫）は歌手のKaya（大伴花矢）である。大伴昭との間に子供はいない。
- 実兄は東京新聞社会部の記者として長年、同新聞の学芸欄（学術・芸能関係の記事）の編集に従事していた。
- 1967年頃から日本でも大流行したミニスカートを、日本の女性芸能人の中でいち早く取り入れた1人である（芳村と親交のある野際陽子が最初に公の場で披露したという説もある）[要出典]。

### 女優時代
- 女優時代には松竹に在籍したが、専属契約ではなかったため、テレビドラマの世界にも進出[4]。特に1960年放送の生放送ドラマ「私がえらんだ人」（日本テレビ）では、モデル出身という経歴を活かした早着替えの特技を披露し、強烈な個性を発揮。若手の個性派女優として注目を集めるようになった。
- カーチスとの離婚後、正式に松竹を離れて他社製作の映画にも進出。離婚早々に出演した東映製作の『くノ一忍法』（1964年）ではセミヌード姿や名和宏らを相手に激しい濡れ場にも挑戦、新境地を開拓し、以後はテレビドラマを中心に主に悪女役を多数好演する。しかし、当人の希望している役柄とはあまりに隔たりがあったこともあり、次第に「女優という仕事は肌に合わない」と痛感。『小川宏ショー』の司会抜擢を機に、女優業廃業を決意した。

### 小川宏ショー
- 『小川宏ショー』の衣装選びは、全て芳村の全権に委ねる形で行われていた。これはモデル出身という彼女の経歴を配慮してのものであり、時に、シャネルのミニスカート姿で登場するなど、平日朝のワイドショーの司会者らしからぬシックな装いも臆することなく披露した。これに対して、彼女より年代が上の主婦層からは批判的な意見が強かったが、逆に彼女と同年代、またはそれよりも下の女性視聴者には受けが良く、番組人気の拡大に貢献する格好となった。

### 夜のヒットスタジオ
- 前田武彦と共に『夜のヒットスタジオ』の初代司会に抜擢された理由は、番組がスタートする約1年前に放送されたニッポン放送のラジオ番組「男性対女性」のなかで展開された二人のやり取りを気に入った構成作家の塚田茂が、番組の初代プロデューサー・伊藤昭に推薦したためである[5]。しかし、芳村も前田も大のジャズファンではあるものの、歌謡曲に対する造詣は皆無に等しく、「歌謡番組の司会者」としてオファーをかけても断られるのが関の山だろうと考えた伊藤は、あえて「ジャズ番組の司会者」と偽って、「夜ヒット」への出演を依頼。「大好きなジャズをたくさん聞けるのなら」と芳村は二つ返事で仕事を引き受けたが、いざ初回のリハーサルに参加するや、当日出演するゲストの顔ぶれが歌謡曲の分野で活躍する歌手ばかりで「（伊藤に）騙された」と酷く落胆し、一度はすぐにでも番組降板を申し出ようとも考えていたと、芳村は自著[6]で回顧している。
- 『夜ヒット』などの生放送の番組を務める時には、台本（または進行表やメモ書き）を携帯するスタイルを採っていた。
- 『夜ヒット』での共演が縁で1987年には夫と共に古舘伊知郎の結婚式の仲人を務めている。婚約会見のとき、すでに古舘の妻は一人目の子供を身ごもっており、腹部が膨らんでいることを記者が質問した際、芳村は「こういう形のドレスなんです」と述べ、妻を庇った[7]。
- 古舘の司会初回の際、相当の緊張状態に達していた古舘をフォローするため、芳村は「時間が経てば終わるのよ」という言葉をかけた。古舘はこの言葉をかけられて、自然と気が楽になったと述べている[7]。
- 光GENJIが番組初出演の挨拶をしに芳村の楽屋を訪れた際、「ちわーす。」という軽い挨拶だけで楽屋を後にしてしまったという。彼ら以外にも、担当末期の頃になると、これまでの芸能界・テレビ界のルールや仕来りに捉われないスタンスで周囲に振舞う歌手やスタッフが増えてきており、彼らの自由な立ち居振舞いを通じて「もうここには私の居場所はない」と若い歌手・スタッフとのジェネレーションギャップを強く痛感。このことが、番組を勇退する決意を固めた最大の要因であったとされる[4]。
- 当日の本番で身に付ける衣装のコーディネートに困っている女性歌手などには、頻繁にアドバイスを送ったり、特別にスタイリストを買って出ることもあったという。1987年9月9日放送では、同月のマンスリーゲストであった八代亜紀とのコラボレーション企画として、芳村による衣装コーディネート企画が正式な番組イベントの一環として組まれたこともある。
- 上記の八代、西城、未唯mieのほか、番組担当当時には梓みちよ、アン・ルイス、小柳ルミ子、高田みづえ、田原俊彦、近藤真彦、中森明菜、郷ひろみ、石野真子、布施明、薬丸裕英（元シブがき隊）らとも親しい関係にあった。特に高田に関しては、彼女の結婚披露宴の際に新婦側の来賓として祝辞を行っているほか、芳村が番組を勇退した際には、夫の若嶋津（現・荒磯親方）と共に彼女に花束を渡すために、芸能界引退以来約3年ぶりに公の場に登場するなど殊に深い親交を持っていた。

### その他
- 他者が芳村を呼ぶ際、「芳村さん」よりも「真理さん」と呼ぶことが多い。ただし、「料理天国」で長年相棒を務めた西川は自分よりも10歳以上年齢が上であることや芸能生活も長いことなどを含め、先輩との意味で芸人の間柄でよく使われる「（芳村の）お姉さん」という呼称で芳村のことを呼んでいた。
- 戦時中は兄とともに宮城県飯野川町（現・石巻市）に疎開。豊かな宮城の自然に囲まれながら小学生時代を過ごした。その時の経験が「MORI MORIネットワーク」設立を思い立った契機となっているという[8]。

## 出演

### テレビ司会
芳村は「夜ヒット」を初め「FNS歌謡祭'77〜'86グランプリ」「新春かくし芸大会」というフジテレビの年末年始の一大イベントといえる大型番組を長年担当した。「小川宏ショー」「3時のあなた」といったフジテレビワイドショー番組の源流である2番組のホステス役も務める。

#### レギュラー番組
- ザ・ヒットパレード（1959年頃、フジテレビ）※初代司会者
- 奥様スタジオ・小川宏ショー（1966年12月 - 1968年3月、フジテレビ系）※小川宏・露木茂と司会
- 夜のヒットスタジオ（1985年4月 - 『夜のヒットスタジオデラックス』・1968年11月 - 1988年2月、フジテレビ系）※相手役は前田武彦→三波伸介・朝丘雪路→井上順→古舘伊知郎と交替
- テレビナイトショー（1969年4月 - ?、フジテレビ系）※前田武彦と司会
- 3000万円クイズ（1969年4月 - 1969年9月、フジテレビ系）※宍戸錠と司会
- 夜のゴールデンショー（1969年10月 - 1970年3月、フジテレビ系）
- ラブラブショー（1970年4月 - 1979年9月、フジテレビ系）
- 奥様スタジオ・3時のあなた（1970年10月 - 1974年5月、フジテレビ系）※相手役はきのしまさる→岩佐徹と交替
- 木曜リクエストスタジオ（1973年10月 - 1974年3月、フジテレビ系）
- 芳村真理の編みませんか（1973年 - 1975年、TBS系）
- 料理天国（1975年10月 - 1992年9月、TBS系）※相手役は西川きよし→金田賢一→小林繁→渡辺徹と交替
- 八木治郎ショー（1977年10月 - 1980年9月、毎日放送制作・TBS系）
- 金曜娯楽館（1980年1月 - 1980年8月、日本テレビ系）※山城新伍と司会
- 悪友親友（1981年10月 - 1984年3月、TBS系）
- 世界名画劇場（解説。NHK教育）
- 気分はインテリア（1985年4月 - 1986年3月、テレビ朝日系）
- 芳村真理のTVトレンディ（1989年10月 - 1990年3月、テレビ東京系）※中山秀征と司会

#### 特別番組
- 新春かくし芸大会（1971年 - 1990年度、フジテレビ系）※相手役は高橋圭三→逸見政孝（1989年のみ露木茂）と交替
- FNS歌謡祭'77〜'86グランプリ（1977年 - 1986年度、フジテレビ系）※相手役は関口宏→露木茂と交替
- 世界紅白歌合戦（1985年・1986年度、フジテレビ）※1985年は『火曜ワイドスペシャル』名義、1986年は夜ヒット名義での放送、古舘伊知郎、谷村新司と司会
- 思い出のメロディー（1979年度、NHK総合・ラジオ第1）※相川浩と司会
- 世紀の祭典（1969年 - 、フジテレビ系）※数回司会を担当
- ライオンスペシャル・Doファッション 歌う国技館（1985年2月、フジテレビ系）※両国国技館の竣工記念番組として『木曜ファミリーワイド』枠で放送、井上順・堺正章と司会
- 水曜スーパーキャスト・郷ひろみの宴ターテイメント（1989年、テレビ朝日系）※特別司会扱いで郷と番組進行を担当
- テレビ朝日開局30周年記念番組・大爆笑!テレビ30年夢のオールスター大集合 (生) スペシャル（1989年、テレビ朝日系）タモリと総合司会）
- YMO LA SATELLITE TV LIVE（1980年11月）※イエロー・マジック・オーケストラのロサンゼルスでのコンサート中継（ただし、フジテレビが製作参加した関係者向けのレセプション的なもの）の模様をアメリカ・ロサンゼルスより衛星生中継した際に加藤和彦や加藤タキと共にMCを担当。報道番組以外のジャンルでの衛星生中継は当時としては実験的な試みであった。

### ドラマ
- 私のえらんだ人（1960年、日本テレビ系）
- 東芝日曜劇場（TBS系）
  - 絶望のそばを突っ走れ（1960年、中部日本放送製作）
  - 学士女房（1962年）
- アジアの曙（1964年、TBS系）
- ザ・ガードマン（TBS系）
  - 第1話「黒い猫」（1965年）
  - 第58話「砂糖のような犯罪」（1966年）
  - 第90話「女は魔物か」（1966年）
- 天下の学園（1965年、フジテレビ系）
- 嵐のなかでさよなら 第3話（1966年、NET（現・テレビ朝日）系）
- 銭形平次 第19話「帰らぬ鳩」（1966年、フジテレビ系）
- おにぎり（1966年 - 1967年、日本テレビ系）

ほか

### 映画
- 霧ある情事（1959年、松竹）※映画初出演作
- 黄色いさくらんぼ（1960年、松竹）※主演
- 血は渇いてる（1960年、松竹）
- 大穴（1960年、松竹）※主演
- 斑女（1961年、松竹）
- 秋津温泉（1962年、松竹）
- くノ一忍法（1964年、東映）※主演
- 黒い猫（1965年、東映）
- 昨日のあいつ今日のおれ (1965年、松竹)
- 喜劇 駅前医院（1965年、東宝）
- 非行少女ヨーコ（1966年、東映）
- 貴様と俺（1966年、大映）

ほか

### 司会・女優以外でのレギュラー出演
- 東芝ファミリーホール特ダネ登場!?（日本テレビ系、レギュラー解答者）
- 小川宏のなんでもカンでも!（1982年10月 - 1984年9月、フジテレビ系）※レギュラー解答者
- ワールドクイズ ザ・びっくり地球人!（1987年4月 - 1987年12月、日本テレビ系）※レギュラー解答者
- 午後は○○おもいッきりテレビ（1992年 - 2007年9月、日本テレビ系）コメンテーター
- クイズ世界はSHOW by ショーバイ!!（日本テレビ系）※準レギュラー解答者

### 1990年以降のテレビ出演（おもいッきりテレビ以外）
- 完全保存!僕たちの昭和ヒット曲黄金時代!!（1994年3月、フジテレビ系）
- レディス4（テレビ東京系）
- 週刊ストーリーランド（日本テレビ系）※準レギュラー格のパネラーとして複数回出演
- HEY!HEY!HEY! MUSIC CHAMP（フジテレビ系） - 「名曲HEY!HEY!HEY!」コーナーのご意見番として複数回出演
- はなまるマーケット（TBS系）※「はなまるカフェ」のゲストとして2回出演
- クイズ日本人の質問（NHK総合）
- 良品工房テレショップ（2008年7月、キャラバン）
- 日本歌手協会歌謡祭・歌の祭典2015（2015年10月、2016年1月2日（第1部 - 第4部構成で放送）、BSジャパン）※司会、及び「復活!夜ヒット」コーナーのプレゼンターとして出演
- 5時に夢中!（2015年10月2日、TOKYO MX）
- 懐かしの昭和メロディ（2015年12月24日、テレビ東京系）
- 爆報! THE フライデー（2016年3月4日、TBS系）
- ぴったんこカン・カン（2016年6月10日、9月2日、12月23日、TBS系）
- サワコの朝（2016年6月25日、毎日放送・TBS系）
- 歌のゴールデンヒット〜オリコン1位の50年間〜（2017年2月13日、TBS系）※ゲスト出演し堺正章とコーナー司会を担当
- 爆報! THE フライデー（2017年4月21日、TBS系）※スタジオゲスト出演、再現VTRでこれまでの経歴を紹介し井上順とも涙の再会をした
- 中居正広の金曜日のスマたちへ（2017年5月19日、TBS系）※「金曜日のリクエスト」という企画の第1回ゲストとして、西城秀樹と30年振りに再会した。
- 人生、歌がある（2018年1月3日、BS朝日） - 生放送！新春5時間スペシャルにて特別出演し田原俊彦と共にサブ司会を担当した。
- おぎやはぎの愛車遍歴 NO CAR, NO LIFE!（2022年2月5日・12日、BS日テレ）
- 人生、歌がある お正月!5時間スペシャル2024（2024年1月1日 - 3日、BS朝日 / P&D） - 新春特別番組第一夜〜第三夜のスペシャルゲスト司会として出演

ほか

### その他
- AKB48の派生ユニット渡り廊下走り隊が2011年2月2日に発売した7枚目のシングル「バレンタイン・キッス」のカップリング曲『夕陽のいじわる』の特典DVDの内容が「夜のヒットスタジオ」に渡辺麻友が出演という設定であり、当時の夜ヒットに似せたスタジオセットを組んで歌唱するシーンが演出としてあり、そこに芳村と井上順も司会者として登場しトークや曲紹介などで出演している

### ラジオ番組
- クローズアップにっぽん（1979年 - 2001年、TBSラジオなどJRN）
- セキスイハイム近畿 3世代ミュージックハイム（2022年2月6日 - 、毎週日曜7:30 - 7:55、FM大阪）
- 特別番組『中森明菜のオールタイムリクエスト』（2024年12月15日、ニッポン放送） ※コメントを寄せた[9]

### CM
- 日本専売公社（現・JT）「スリーエス」（1961年）
- サントリークッキングワイン「料理天国」（1980年）

## 受賞歴
- 第1回日本ジュエリーベストドレッサー賞50代部門（1990年）
- 第16回日本映画批評家大賞ゴールデン・グローリー賞（2006年）[10]

## 音楽

### アルバム
| 発売日         | 規格           | 規格品番       | アルバム |
| キングレコード | キングレコード | キングレコード | キングレコード |
| -------------- | -------------- | -------------- | --- |
| 1969年         | LP             | SKK-513        | 愛のささやき -真理と貴方の夜- ※ ナレーター：芳村真理、ハミング：香山ユリ、構成：西川ひとみ、編曲：萩原秀樹 SIDE A： 1. 知りすぎたのね（作曲：なかにし礼） 2. 花と蝶（作曲：彩木雅夫） 3. 私って駄目な女ね（作曲：奥村英夫） 4. 恋のしずく（作曲：平尾昌晃） 5. 愛のさざなみ（作曲：浜口庫之助） SIDE B： 1. ベッドで煙草を吸わないで 2. 誰もいない処で（作曲：中洲朗） 3. 涙のかわくまで（作曲: 宮川泰） 4. 年上の女（作曲：彩木雅夫） 5. 朝のくちづけ（作曲：鈴木淳） |

## 著書

### 単著
- 『おしゃれ効果入門―知的フィーリング 魅きつける女のチェックポイント』(プレイブックス)（1980年4月、青春出版社）ISBN 978-4-41301-225-6
- 『真理の紅茶タイム―ちょっとおしゃべり、おしゃれな話』（1985年4月、文化出版局）ISBN 978-4-57930-222-2
- 『真理のお料理タイム―ちょっとおしゃべり、おいしい話』（1986年7月、文化出版局）ISBN 978-4-57930-260-4
- 『芳村真理の夜のヒットスタジオDELUXE』（1988年6月、フジテレビ出版）ISBN 978-4-59400-252-7
- 『真理のおしゃれタイム―ちょっとおしゃべり小粋な話』（1988年7月、文化出版局）ISBN 978-4-57930-295-6
- 『私のタイムライブラリー』（1989年7月、読売新聞社）ISBN 978-4-64389-053-2
- 『一生、美しく。 今からはじめる50の美習慣』（2017年、朝日新聞出版）ISBN 978-4-02251-486-8

### 共著
- 『生きるお手本 一千年のバトンタッチ 語り継ぐ希望・勇気・未来〈下〉』（1996年10月、婦人画報社）ISBN 978-4-57321-041-7 ※残間里江子、森岡まさ子、淡谷とし子、メイ牛山らと共著